# 도쿄도 제8구
도쿄도 제8구(일본어: 東京都第8区)는 일본의 중의원 선거구이다. 1994년 공직선거법이 개정되면서 신설되었다.

## 지역
- 스기나미구 (7구에 속하는 호난 1, 2가 이외의 구역)

## 역대 국회의원
- 이시하라 노부테루 (소속 정당: 자유민주당, 임기: 1996년 ~ 2021년)
- 요시다 하루미 (소속 정당: 입헌민주당, 임기: 2021년 ~ 현재)